# Квекве

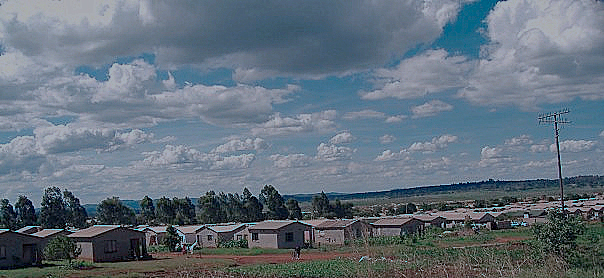
Мбізо, передмістя Квекве

Квекве (англ. Kwekwe) — місто в Зімбабве. Розташоване в провінції Мідлендс і є центром однойменного округу. Населення — 99 149 осіб (за оцінкою 2010 року).
Місто розташоване в глибині країни, у самому її центрі.

## Історія
Історія міста пов'язана з приходом в ці місця європейців в кінці XIX століття.  1894 року тут були виявлені сліди золотодобування, що відбувалося ще в давнину. Саме поселення було засноване 1902 року й отримало своє ім'я за назвою місцевої річки Квекве (мовою місцевого населення «Квекве» означає або квакання жаби, або натовп). 1902 року Квекве отримало статус села, 1928 — невеликого міста (тауна), а 1934 — міського муніципалітету. З 1980 року — у складі незалежної держави Зімбабве.

## Населення
Згідно з переписом, що пройшов 2002 року, чисельність населення Квекве становила 93 608 осіб. За оцінкою 2010 року, цей показник зріс до 99 149 осіб.

## Економіка
Зараз Квекве — промислово розвинене місто, розташоване на вигідному місці в самому центрі країни, на середині автомобільних доріг і залізниць, що з'єднують два найбільших міста Зімбабве — Хараре і Булавайо. На промислових підприємствах міста виробляють сталь і хром, а також рейки для залізничного полотна. Жителі навколо міста займаються сільським господарством, у тому числі вирощуванням тютюну і розведенням великої рогатої худоби. Також тут розміщений один з найбільших центрів з виробництва добрив в країні.
Ключовою ланкою місцевої системи охорони здоров'я є Центральний госпіталь Квекве.